# Biskop av Durham

Biskopsvapen

Biskopen av Durham är biskop i Durhams stift i kyrkoprovinsen York i Engelska kyrkan. Biskopsstiftet är ett av Englands äldsta och dess biskop är ledamot av det brittiska parlamentets överhus. 
Från 1075 till 1836 var biskopen av Durham Englands enda furstbiskop.
Valet av Paul Butler som ny biskop av Durham bekräftades 20 januari 2014, och han tillträdde i februari 2014. Han kommer att efterträda den senaste ämbetsinnehavaren, Justin Welby som blev ärkebiskop av Canterbury 4 februari 2013. Biskopen är en av två (den andre är biskopen av Bath and Wells) som beledsagar monarken under kröningen.
Biskopen har sitt säte i katedralen i Durham.